# Морозовский район
Моро́зовский райо́н — административно-территориальная единица (район) и муниципальное образование (муниципальный район) в составе Ростовской области Российской Федерации.
Районный центр — город Морозовск. Расстояние до Ростова-на-Дону — 265 км.

## История
Образован район в 1924 году, с 1954 по 1957 год входил в состав бывшей Каменской области. В 1963 году укрупнён за счёт соседних упразднённых районов.

## География
Морозовский район расположен в северо-восточной части Ростовской области. Граничит на востоке с Волгоградской областью.

## Население
| 2002    | 2009    | 2010    | 2011    | 2012    | 2013    | 2014    | 2015    | 2016    |
| ------- | ------- | ------- | ------- | ------- | ------- | ------- | ------- | ------- |
| 46 395  | ↘44 883 | ↘42 404 | ↘42 318 | ↘41 745 | ↘41 142 | ↘40 573 | ↘40 081 | ↘39 412 |
| 2017    | 2018    | 2019    | 2020    | 2021    |         |         |         |         |
| ↘38 825 | ↘38 305 | ↘37 608 | ↘37 150 | ↘36 066 |         |         |         |         |

Национальный состав
По итогам переписи населения 2020 года проживали следующие национальности (национальности менее 0,1 % и другое см. в сноске к строке «Другие»):
| Национальность | Численность, чел. | Доля     |
| -------------- | ----------------- | -------- |
| Русские        | 30 435            | 87,97 %  |
| Турки          | 550               | 1,59 %   |
| Армяне         | 445               | 1,29 %   |
| Цыгане         | 304               | 0,88 %   |
| Украинцы       | 276               | 0,80 %   |
| Казахи         | 263               | 0,76 %   |
| Белорусы       | 226               | 0,65 %   |
| Даргинцы       | 146               | 0,42 %   |
| Татары         | 140               | 0,40 %   |
| Азербайджанцы  | 94                | 0,27 %   |
| Другие         | 1717              | 4,97 %   |
| Итого          | 34 596            | 100,00 % |

## Административное деление
В состав Морозовского района входят 1 городское и 8 сельских поселений:
1. Вознесенское сельское поселение (хутор Вознесенский; хутор Быстрый; хутор Вербочки; хутор Гурин; посёлок Озерный; хутор Пришиб; хутор Чапура)
2. Вольно-Донское сельское поселение (станица Вольно-Донская; хутор Алексеев; хутор Вальково; хутор Вишневка; хутор Власов; хутор Семеновка; хутор Сибирьки)
3. Гагаринское сельское поселение (хутор Морозов; хутор Веселовка; хутор Донской; хутор Золотой; хутор Ленина; хутор Покровский)
4. Грузиновское сельское поселение (хутор Грузинов; хутор Козинка; хутор Общий)
5. Знаменское сельское поселение (посёлок Знаменка; хутор Александров; разъезд Кумшелек; хутор Николаев; хутор Нифонтов; посёлок Разлатный; посёлок Табунный; посёлок Чистые Пруды)
6. Костино-Быстрянское сельское поселение (хутор Костино-Быстрянский; разъезд Быстрый; хутор Лесопитомник; хутор Новопроциков; хутор Русско-Власовский; хутор Рязанкин; хутор Скачки-Малюгин; хутор Трофименков)
7. Морозовское городское поселение (город Морозовск)
8. Парамоновское сельское поселение (хутор Парамонов; хутор Великанов; хутор Старопетровский; станица Чертковская)
9. Широко-Атамановское сельское поселение (хутор Широко-Атамановский; хутор Безымянка; хутор Беляев; хутор Большая Хлоповая; хутор Владимиров; посёлок Комсомольский; хутор Малая Хлоповая; хутор Павлов; хутор Севостьянов; хутор Троицкий; хутор Чекалов)

## Экономика
Основу экономики района составляет производство и переработка сельскохозяйственной продукции. Особое развитие получило сельхозмашиностроение, пищевая и перерабатывающая промышленность.

### Транспорт
По территории Морозовского района проходит автотрасса международного значения «Волгоград—Кишинёв», а также областные автомобильные трассы «Морозовск—Цимлянск» и «Морозовск—Милютинская».
Имеется железнодорожная станция Морозовская Северо-Кавказской железной дороги.

## Достопримечательности
- Морозовский краеведческий музей.
- Церковь Покрова Пресвятой Богородицы в г. Морозовск.
- Церковь Николая Чудотворца в г. Морозовск.

К объектам культурного наследия федерального значения в Морозовском районе относится дом, в котором в 1918 году находился штаб 5-й Красной армии. Дом находится в 
городе Морозовск, ул. Ляшенко, 38.
Объекты культурного наследия регионального значения — православная церковь Рождества Пресвятой Богородицы в хуторе Чекалов. Построена в стиле ретроспективизм в 1914 году.
Храм Рождества Пресвятой Богородицы в г. Морозовске относится к выявленным объектам культурного наследия.
Памятники археологии Морозовского района:
- Курганная группа «Бирючий I» (2 кургана) и Курганная группа «Бирючий II» (2 кургана) около Костино-Быстрянского посёлка.
- Курганная группа «Лисиный II» (9 курганов).
- Курганная группа «Ново-Проциков II» (2 кургана) около хутора Ново-Проциков.
- Курганная группа «Русско-Власовский I» (3 кургана) около хутора Русско-Власовский.
- Курганная группа «Плодовый II» (2 кургана) около хутора Семеновка.

Всего на учёте в Морозовском районе Ростовской области находится 141 памятник археологии.
Мемориальный комплекс в городе Морозовск. Мемориальный комплекс состоит из нескольких памятников, связанных с разными периодами истории Морозовского района:
- Памятник со скульптурой солдата на могиле погибших воинов в годы Великой Отечественной войны (1955). В братской могиле у памятника похоронено 1832 человека.
- Памятник-обелиск на могиле воинов, погибших в годы Гражданской войны 1918—1920 годов в боях при освобождении города Морозовска. На мемориальной доске памятника написано: «Вечная слава павшим смертью храбрых в борьбе за власть Советов»;
- Мемориал Героям Советского Союза — жителям Морозовского района. На плите мемориала написано: «Героям-землякам. Склоняем головы перед вашим подвигом»;
- Памятный знак труженикам тыла в годы войны 1941—1945 годов . На мемориальной доске написано: «Потомки благодарны вам, родные, за то, что вы выстояли и победили»;
- Монумент «Боевое братство» представляет собой памятный знак российским воинам локальных конфликтов. На плите памятника написаны фамилиями героев и слова: «Боевое братство. Долг. Честь. Отечество»[21].

К памятникам природы района относится Осиновая балка, находящаяся северо-западнее хутора Козинка.